# Trimeria joergenseni
Trimeria joergenseni är en stekelart som beskrevs av Carlos Schrottky 1909. Trimeria joergenseni ingår i släktet Trimeria och familjen Masaridae. Inga underarter finns listade i Catalogue of Life.